# Cymbidium aestivum
Cymbidium aestivum — літофітний автотрофний вид родини орхідних, роду цимбідіумів

## Поширення
Рослини знаходили на покритих мохом каменях в лісі провінції Юньнань на висоті від 1500 до 1600 метрів.

## Опис
Рослина має підвісне суцвіття і цвіте на похилих 10-13 широких квітках довжиною 4-6 см.

## В культурі
Рослина має вирощуватись в прохолодних місцям і між середнім та яскравим освітленням. Субстрат має складатися з кори та перліту. Віддає перевагу сухому періоду між поливаннями. Краще зменшити кількість поливань зимою. Період між поливаннями має становити близько тижня.